# 15618 Lorifritz
15618 Lorifritz este un asteroid din centura principală de asteroizi.

## Descriere
15618 Lorifritz este un asteroid din centura principală de asteroizi. A fost descoperit pe 27 aprilie 2000 la Socorro, New Mexico, în cadrul proiectului LINEAR. Asteroidul prezintă o orbită caracterizată de o semiaxă mare de 2,29 ua, o excentricitate de 0,14 și o înclinație de 2,2° în raport cu ecliptica.